# Солосабаль, Роберто
Робе́рто Солоса́баль Вильянуэ́ва (исп. Roberto Solozábal Villanueva род. 15 сентября 1969, Мадрид) — испанский футболист, игрок сборной Испании.

## Карьера
Уроженец Мадрида, Солосабаль воспитывался в академии местного «Атлетико Мадрид» и выступал за первую команду с 1989 по 1997 год. 2 сентября в гостевом матче против ФК «Валенсия» он дебютировал за «матрасников». За исключением первого сезона, в котором он провёл 10 матчей — он никогда не играл меньше 18 матчей в Ла Лиге в течение своего восьми лет в клубе.
В сезоне 1995/96 годов Солосабаль сформировал связку в центре защиты с другим выпускником молодёжного состава «Атлетико» Хуаном Мануэлем Лопесом, благодаря этому команда оформила свой первый исторический золотой дубль.
После ухода из «Атлетико» Солосабаль подписал контракт с футбольными клубом «Реал Бетис». В своем последнем сезоне, когда андалузский клуб вылетел, а он сам был отлучён от состава за предполагаемую организацию беспорядков. В конце концов он обратился в суд за компенсацией, и судебное разбирательство длилось несколько лет, когда игрок уже завершил карьеру.
В составе олимпийской сборной, Солосабаль стал золотым призёром на летних Олимпийских играх 1992 года в Барселоне, а также провел 12 матчей за два года, первый из которых был проведен 17 апреля 1991 года в товарищеском матче с Румынией (0:2) в Касересе.